# Craterellus verrucosus
Craterellus verrucosus är en svampart som beskrevs av Massee 1906. Craterellus verrucosus ingår i släktet Craterellus och familjen kantareller.   Inga underarter finns listade i Catalogue of Life.